# Asian Handball Federation
Asian Handball Federation, AHF, är ett förbund för de asiatiska handbollslandslagen. Förbundet bildades 26 augusti 1974 och består av 44 medlemsländer. Huvudkontoret finns i Kuwait.

## Medlemmar
- Afghanistan
- Bahrain
- Bangladesh
- Bhutan
- Brunei
- Filippinerna
- Förenade arabemiraten
- Hongkong
- Indien
- Indonesien
- Irak
- Iran
- Japan
- Jemen
- Jordanien
- Kambodja
- Kazakstan
- Kina
- Kinesiska Taipei
- Kirgizistan
- Kuwait
- Laos
- Libanon
- Macao
- Malaysia
- Maldiverna
- Mongoliet
- Nepal
- Nordkorea
- Oman
- Qatar
- Pakistan
- Palestina
- Saudiarabien
- Singapore
- Sri Lanka
- Sydkorea
- Syrien
- Tadzjikistan
- Thailand
- Turkmenistan
- Uzbekistan
- Vietnam
- Östtimor